# John Guidetti
John Alberto Guidetti,  noto semplicemente come John Guidetti (Stoccolma, 15 aprile 1992), è un calciatore svedese, attaccante dell'AIK.
Nel 2012 è stato inserito nella lista dei migliori calciatori nati dopo il 1991 stilata da Don Balón.

## Biografia
È nato a Stoccolma da genitori entrambi svedesi. Mentre la parte materna è completamente svedese originaria della regione dello Svealand, la parte paterna ha in più anche parziali origini sia italiane che brasiliane, oltre che svedesi. Infatti il nonno paterno di John era di origini ferraresi, mentre la nonna paterna era per metà svedese e per metà brasiliana. Il padre inoltre è un ex nazionale svedese di rugby. John è però cresciuto anche in Kenya, dove ha vissuto per cinque anni, rispettivamente dai 3 ai 6 anni e dai 10 ai 12.

## Caratteristiche tecniche
Centravanti forte fisicamente e dal forte carisma, intorno ai primi anni duemiladieci era considerato un giovane promettente, ma ad oggi non ha reso quanto gli si chiedeva. Calciatore all'apparenza talentuoso, è stato paragonato a Zlatan Ibrahimović, di cui in molti vi vedevano l'erede.
Destro di piede, ha un tiro potente e preciso anche di sinistro, si distingue per essere un abile rigorista - definito anche come uno specialista -, un buon tiratore dei calci piazzati e per il suo carisma che lo rende un elemento chiave dello spogliatoio. Dall'ottimo dribbling, nonostante l'altezza, 185 centimetri, ha una buona velocità palla al piede. Inoltre, ha inventato un nuovo tipo di dribbling, il Guidetti Flick Up.

## Carriera

### Club

#### Gli inizi
Sin dall'età di 6 anni fa parte delle giovanili del Brommapojkarna, prima di trasferirsi in Kenya dove il padre Mike lavorava ad un progetto scolastico. In Kenya, Guidetti cerca una squadra per giocare a calcio, trovandola nella baraccopoli di Kibera e andando a giocare nell'Impala Black Stars Kibera. In Kenya, Guidetti gioca spesso a piedi scalzi, perché giocando senza scarpe «i piedi si rinforzano». Rientrato in Svezia dopo alcuni anni trascorsi nel paese africano, continua a far parte del vivaio del Brommapojkarna, con cui debutta anche in prima squadra.

#### Manchester City e primi prestiti
Su consiglio del tecnico svedese Sven-Göran Eriksson, nell'aprile 2008 viene acquistato dal Manchester City. Al primo anno con la squadra Under-18 dei Citizens si mette in mostra con 13 reti in 13 apparizioni. Al debutto in squadra riserve mette a segno una tripletta contro il Burnley. Nell'aprile torna in Svezia a farsi le ossa nella massima serie nazionale con il prestito al suo vecchio club del Brommapojkarna. Tra il novembre 2010 e il successivo gennaio gioca per il Burnley, sempre a titolo temporaneo.
Nell'agosto 2011 viene ceduto in prestito agli olandesi del Feyenoord. Debutta alla quinta giornata l'11 settembre subentrando a Guyon Fernandez al minuto 61 e segnando su rigore il terzo gol nella vittoria per 1-3 contro il NAC Breda. Si ripete la settimana successiva nel 4-0 contro il De Graafschap e segna la sua prima doppietta in Feyenoord-VVV-Venlo 4-0. Il 18 dicembre mette a segno una tripletta nel 3-2 contro il Twente. Realizza altre due triplette nel 4-2 interno contro l'Ajax il 29 gennaio 2012 e il 12 febbraio nel 3-1 al Vitesse Arnhem.
Apprezzato anche dalla critica, termina l'esperienza olandese con 20 gol segnati in 23 partite di Eredivisie.

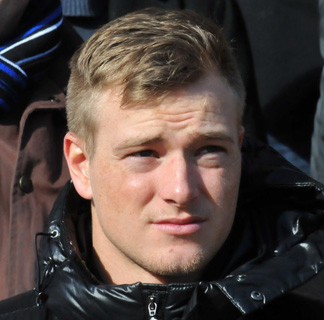
Guidetti nel 2013 ad una partita dell'

#### Ritorno al City e prestiti a Stoke City e Celtic
Nell'estate del 2012 fa ritorno al Manchester City. La sua stagione è però condizionata da un virus al sistema nervoso che lo tiene lontano dai campi per ben 9 mesi. Al rientro dall'infortunio viene accasato alla squadra riserve dei Citizens, con la quale disputa la seconda parte di stagione, senza mai debuttare in prima squadra.
Il 14 gennaio 2014 passa in prestito allo Stoke City. Debutta quattro giorni dopo, con la maglia numero 23, nella sfida di campionato persa per 0-1 contro il Crystal Palace, subentrando al compagno Jonathan Walters. Al termine della stagione fa ritorno al Manchester City.
Il 2 settembre 2014 si trasferisce al Celtic con la formula del prestito; per una formalità (il prestito è stato registrato in ritardo) potrà giocare in Europa League solo a partire dai sedicesimi di finale. Il 1º luglio 2015 scade il suo contratto con il Manchester City ed il giocatore rimane quindi svincolato.

#### Celta Vigo

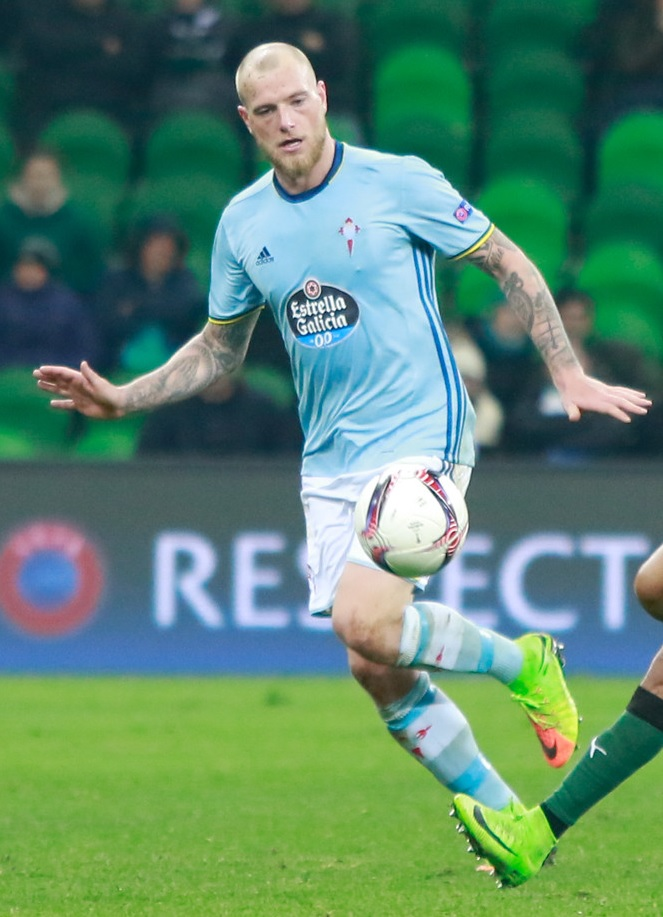
Guidetti con la maglia del Celta Vigo durante una partita di Europa League

L'11 luglio 2015 firma un contratto di cinque anni con gli spagnoli del Celta Vigo. Il 23 settembre seguente, alla sua quinta presenza, subentrando all'80' al posto di Iago Aspas, tre minuti più tardi firma il definitivo 4-1 del Celta Vigo sul Barcellona, segnando il suo primo gol con la nuova maglia. Il 2 dicembre 2015, subentrato nella ripresa a Iago Aspas nella sfida di Coppa del Re contro l'Almería, al 74' realizza il gol dell'1-3 finale. Il 7 gennaio 2016 mette a segno la sua prima doppietta con i colori del Celta Vigo, nella sfida di Coppa del Re vinta per 3-0 contro il Cadice, giocando per la prima volta dal suo arrivo al club iberico gli interi 90 minuti. A fine stagione, oltre a contribuire a portare il Celta Vigo alla qualificazione in Europa League, si aggiudica il suo primo titolo di capocannoniere, realizzando 5 reti nella Coppa del Re (titolo condiviso con Luis Suárez, Lionel Messi, Munir e Álvaro Negredo).
Sigla il suo primo gol stagionale per la stagione 2016-2017 nella seconda giornata di Europa League, contribuendo alla vittoria per 2-0 del suo team sui greci del Panathīnaïkos. Il 6 novembre realizza il suo primo centro in campionato, nel match contro il Valencia (terminato 2-1 a favore del Celta, con i gol di Roncaglia, Parejo e appunto Guidetti). Il 13 aprile sigla il gol del definitivo 3-2 per il Celta nella gara di andata dei quarti di finale di Europa League, match disputato contro il Genk.

#### Alavés e prestito all'Hannover
L'8 gennaio 2018 viene ceduto fino al termine della stagione all'Alavés, con un prestito che prevedeva l'acquisto a titolo definitivo nel caso in cui il club basco avesse raggiunto la salvezza nella Liga 2017-2018, condizione poi verificatasi. Rilevato per circa 4 milioni di euro, Guidetti diventa così il trasferimento più costoso della storia dell'Alavés.
Il 17 gennaio 2020 viene girato a titolo temporaneo ai tedeschi dell'Hannover 96 fino al termine della stagione. Qui segna 3 reti in 14 presenze in 2. Bundesliga, poi ritorna all'Alavés.

#### AIK
Guidetti era stato già vicinissimo a trasferirsi all'AIK nella sessione invernale del mercato 2021-2022, ma le eccessive richieste da parte dell'Alavés non avevano permesso il buon esito della trattativa. All'AIK approda così a parametro zero, schierabile a partire dalla riapertura del mercato svedese del 15 luglio 2022, con un contratto valido fino al 31 dicembre 2025. Nella restante parte dell'Allsvenskan 2022 gioca 14 partite nonostante un forte dolore al tendine d'Achille in alcune di esse, segnando 5 reti.
La stagione 2023 si rivela piuttosto negativa sia per Guidetti che anche per l'intera squadra, che occupa gli ultimi posti della classifica. Nelle prime partite del girone di ritorno, il nuovo tecnico Henning Berg lo tiene fuori dall'undici titolare per alcune partite, preferendogli la coppia formata da Iōannīs Pittas e Dino Beširović, entrambi arrivati intorno a metà stagione, o anche l'altro attaccante Omar Faraj come subentrante. In 14 presenze in campionato realizza una rete, in occasione della sconfitta per 2-1 a Degerfors, prima di infortunarsi: il 16 agosto 2023, infatti, parte titolare nella sfida di Coppa di Svezia contro il Dalkurd, ma nel primo tempo si procura un infortunio al polpaccio destro che gli fa terminare anticipatamente la stagione (che in Svezia finisce a novembre). I problemi fisici gli fanno saltare anche la prima parte dell'Allsvenskan 2024, poi viene utilizzato prevalentemente dalla panchina. A sedici mesi dalla sua ultima marcatura in campionato, il 29 settembre 2024 Guidetti torna al gol decidendo al 92' minuto il derby casalingo contro l'Hammarby, partita fondamentale anche dal punto di vista della classifica visto che porta temporaneamente l'AIK al terzo posto in classifica a discapito dei rivali biancoverdi.

### Nazionale
Già membro delle Nazionali giovanili minori, debutta in Under-21 il 4 giugno 2010 nella vittoria esterna in Israele (0-1). Un anno dopo, sempre a giugno, segna il suo primo gol in Under-21 contro i pari età della Serbia.
Il 29 febbraio 2012, complice la prolifica stagione al Feyenoord, debutta in nazionale maggiore nell'amichevole vinta per 1-3 contro la Croazia, subentrando al compagno Johan Elmander all'inizio della ripresa e andando a formare così la coppia d'attacco con Zlatan Ibrahimović. Non può tuttavia partecipare agli Europei 2012 di Polonia e Ucraina poiché messo fuori causa da un virus.
Il 14 ottobre 2014 la Svezia Under-21 si qualifica per gli Europei 2015 di categoria: all'87' minuto della decisiva gara di ritorno degli spareggi, il francese Layvin Kurzawa festeggiò il gol della temporanea qualificazione andando a celebrare provocatoriamente in faccia a Guidetti con un saluto militare. Un minuto dopo la Svezia ribaltò la situazione qualificandosi ai danni dei francesi, e Guidetti esultò davanti a Kurzawa nello stesso modo.
Nel 2015 Guidetti partecipa così agli Europei Under-21, vinti proprio dagli svedesi. Nel corso della manifestazione, egli segna contro gli azzurrini nella fase a gironi (Italia-Svezia 1-2) e contro la Danimarca in semifinale (vinta per 4-1), oltre a trasformare il suo penalty nella serie dei calci di rigore in finale contro il Portogallo. Tutta la squadra e lo staff festeggiò il titolo con quel gesto che Guidetti aveva beffardamente rivolto a Kurzawa pochi mesi prima.
Viene convocato poi dal CT della nazionale maggiore Erik Hamrén per gli Europei 2016, in cui scende in campo in tutte e tre le partite della fase a gironi, rispettivamente contro Irlanda, Italia (gara in cui inizia titolare) e Belgio.
Il suo nome figura anche tra i 23 convocati del CT Janne Andersson per i Mondiali 2018, durante i quali subentra nella gara della fase a gironi contro la Germania e nel quarto di finale contro l'Inghilterra.

## Statistiche

### Presenze e reti nei club
Statistiche aggiornate al 12 dicembre 2024.
| Stagione               | Squadra                | Campionato             | Campionato | Campionato | Coppe nazionali | Coppe nazionali | Coppe nazionali | Coppe continentali | Coppe continentali | Coppe continentali | Altre coppe | Altre coppe | Altre coppe | Totale | Totale |
| Stagione               | Squadra                | Comp                   | Pres       | Reti       | Comp            | Pres            | Reti            | Comp               | Pres               | Reti               | Comp        | Pres        | Reti        | Pres   | Reti   |
| ---------------------- | ---------------------- | ---------------------- | ---------- | ---------- | --------------- | --------------- | --------------- | ------------------ | ------------------ | ------------------ | ----------- | ----------- | ----------- | ------ | ------ |
| 2008                   | Brommapojkarna         | S                      | 2          | 0          | CS              | 0               | 0               | -                  | -                  | -                  | -           | -           | -           | 2      | 0      |
| 2008-2009              | Manchester City        | PL                     | 0          | 0          | FACup+CdL       | 0+0             | 0               | CU                 | 0                  | 0                  | -           | -           | -           | 0      | 0      |
| 2009-apr. 2010         | Manchester City        | PL                     | 0          | 0          | FACup+CdL       | 0+0             | 0               | -                  | -                  | -                  | -           | -           | -           | 0      | 0      |
| apr.-giu. 2010         | Brommapojkarna         | S                      | 8          | 3          | CS              | 0               | 0               | -                  | -                  | -                  | -           | -           | -           | 8      | 3      |
| Totale Brommapojkarna  | Totale Brommapojkarna  | Totale Brommapojkarna  | 10         | 3          |                 | -               | -               |                    | -                  | -                  |             | -           | -           | 10     | 3      |
| ago.-nov. 2010         | Manchester City        | PL                     | 0          | 0          | FACup+CdL       | 0+1             | 0               | UEL                | 0                  | 0                  | -           | -           | -           | 1      | 0      |
| nov. 2010-gen. 2011    | Burnley                | FLC                    | 5          | 1          | FACup+CdL       | 0+0             | 0               | -                  | -                  | -                  | -           | -           | -           | 5      | 1      |
| gen.-giu. 2011         | Manchester City        | PL                     | 0          | 0          | FACup+CdL       | 0+0             | 0               | UEL                | 0                  | 0                  | -           | -           | -           | 0      | 0      |
| 2011-2012              | Feyenoord              | ED                     | 23         | 20         | CO              | 0               | 0               | -                  | -                  | -                  | -           | -           | -           | 23     | 20     |
| 2012-2013              | Manchester City        | PL                     | 0          | 0          | FACup+CdL       | 0+0             | 0               | UCL                | 0                  | 0                  | CS          | 0           | 0           | 0      | 0      |
| 2013-gen. 2014         | Manchester City        | PL                     | 0          | 0          | FACup+CdL       | 0+0             | 0               | UCL                | 0                  | 0                  | -           | -           | -           | 0      | 0      |
| Totale Manchester City | Totale Manchester City | Totale Manchester City | -          | -          |                 | 1               | 0               |                    | -                  | -                  |             | -           | -           | 1      | 0      |
| gen.-giu. 2014         | Stoke City             | PL                     | 6          | 0          | FACup+CdL       | 0+0             | 0               | -                  | -                  | -                  | -           | -           | -           | 6      | 0      |
| 2014-2015              | Celtic                 | SP                     | 24         | 8          | CS+CdL          | 5+4             | 2+4             | UCL+UEL            | 0+2                | 0+1                | -           | -           | -           | 35     | 15     |
| 2015-2016              | Celta Vigo             | PD                     | 35         | 7          | CR              | 8               | 5               | -                  | -                  | -                  | -           | -           | -           | 43     | 12     |
| 2016-2017              | Celta Vigo             | PD                     | 23         | 4          | CR              | 6               | 1               | UEL                | 13                 | 4                  | -           | -           | -           | 40     | 8      |
| 2017-gen. 2018         | Celta Vigo             | PD                     | 8          | 0          | CR              | 2               | 1               | -                  | -                  | -                  | -           | -           | -           | 10     | 1      |
| Totale Celta Vigo      | Totale Celta Vigo      | Totale Celta Vigo      | 66         | 11         |                 | 16              | 7               |                    | 13                 | 4                  |             | -           | -           | 95     | 22     |
| gen.-giu. 2018         | Alavés                 | PD                     | 17         | 3          | CR              | 2               | 0               | -                  | -                  | -                  | -           | -           | -           | 19     | 3      |
| 2018-2019              | Alavés                 | PD                     | 22         | 2          | CR              | 2               | 0               | -                  | -                  | -                  | -           | -           | -           | 24     | 2      |
| 2019-gen.2020          | Alavés                 | PD                     | 5          | 0          | CR              | 1               | 0               | -                  | -                  | -                  | -           | -           | -           | 6      | 0      |
| gen.-giu.2020          | Hannover 96            | 2BL                    | 14         | 3          | CG              | 0               | 0               | -                  | -                  | -                  | -           | -           | -           | 14     | 3      |
| 2020-2021              | Alavés                 | PD                     | 10         | 1          | CR              | 3               | 2               | -                  | -                  | -                  | -           | -           | -           | 13     | 3      |
| 2021-2022              | Alavés                 | PD                     | 10         | 0          | CR              | 2               | 1               | -                  | -                  | -                  | -           | -           | -           | 12     | 1      |
| Totale Alaves          | Totale Alaves          | Totale Alaves          | 64         | 6          |                 | 10              | 3               |                    | 0                  | 0                  |             | -           | -           | 74     | 9      |
| 2022                   | AIK                    | A                      | 14         | 5          | SC+SC           | 0+0             | 0+0             | UECL               | 5                  | 1                  | -           | -           | -           | 19     | 6      |
| 2023                   | AIK                    | A                      | 14         | 1          | SC              | 4               | 3               | -                  | -                  | -                  | -           | -           | -           | 18     | 4      |
| 2024                   | AIK                    | A                      | 17         | 1          | SC              | 1               | 1               | -                  | -                  | -                  | -           | -           | -           | 18     | 2      |
| Totale AIK             | Totale AIK             | Totale AIK             | 45         | 7          |                 | 5               | 4               |                    | 5                  | 1                  |             | -           | -           | 55     | 12     |
| Totale carriera        | Totale carriera        | Totale carriera        | 257        | 58         |                 | 41              | 20              |                    | 20                 | 6                  |             | -           | -           | 318    | 84     |

### Cronologia presenze e reti in nazionale
| Cronologia completa delle presenze e delle reti in nazionale ― Svezia | Cronologia completa delle presenze e delle reti in nazionale ― Svezia | Cronologia completa delle presenze e delle reti in nazionale ― Svezia | Cronologia completa delle presenze e delle reti in nazionale ― Svezia | Cronologia completa delle presenze e delle reti in nazionale ― Svezia | Cronologia completa delle presenze e delle reti in nazionale ― Svezia | Cronologia completa delle presenze e delle reti in nazionale ― Svezia | Cronologia completa delle presenze e delle reti in nazionale ― Svezia |
| Data                                                                  | Città                                                                 | In casa                                                               | Risultato                                                             | Ospiti                                                                | Competizione                                                          | Reti                                                                  | Note                                                                  |
| --------------------------------------------------------------------- | --------------------------------------------------------------------- | --------------------------------------------------------------------- | --------------------------------------------------------------------- | --------------------------------------------------------------------- | --------------------------------------------------------------------- | --------------------------------------------------------------------- | --------------------------------------------------------------------- |
| 29-2-2012                                                             | Zagabria                                                              | Croazia                                                               | 1 – 3                                                                 | Svezia                                                                | Amichevole                                                            | -                                                                     | 46’                                                                   |
| 18-11-2014                                                            | Marsiglia                                                             | Francia                                                               | 1 – 0                                                                 | Svezia                                                                | Amichevole                                                            | -                                                                     | 67’                                                                   |
| 9-10-2015                                                             | Vaduz                                                                 | Liechtenstein                                                         | 0 – 2                                                                 | Svezia                                                                | Qual. Euro 2016                                                       | -                                                                     | 62’                                                                   |
| 12-10-2015                                                            | Solna                                                                 | Svezia                                                                | 2 – 0                                                                 | Moldavia                                                              | Qual. Euro 2016                                                       | -                                                                     |                                                                       |
| 14-11-2015                                                            | Solna                                                                 | Svezia                                                                | 2 – 1                                                                 | Danimarca                                                             | Qual. Euro 2016                                                       | -                                                                     | 82’                                                                   |
| 24-3-2016                                                             | Adalia                                                                | Turchia                                                               | 2 – 1                                                                 | Svezia                                                                | Amichevole                                                            | -                                                                     | 62’                                                                   |
| 29-3-2016                                                             | Solna                                                                 | Svezia                                                                | 1 – 1                                                                 | Rep. Ceca                                                             | Amichevole                                                            | -                                                                     | 46’                                                                   |
| 30-5-2016                                                             | Malmö                                                                 | Svezia                                                                | 0 – 0                                                                 | Slovenia                                                              | Amichevole                                                            | -                                                                     |                                                                       |
| 5-6-2016                                                              | Solna                                                                 | Svezia                                                                | 3 – 0                                                                 | Galles                                                                | Amichevole                                                            | 1                                                                     | 76’                                                                   |
| 13-6-2016                                                             | Saint-Denis                                                           | Irlanda                                                               | 1 – 1                                                                 | Svezia                                                                | Euro 2016 - 1º turno                                                  | -                                                                     | 59’                                                                   |
| 17-6-2016                                                             | Tolosa                                                                | Italia                                                                | 1 – 0                                                                 | Svezia                                                                | Euro 2016 - 1º turno                                                  | -                                                                     | 85’                                                                   |
| 22-6-2016                                                             | Nizza                                                                 | Svezia                                                                | 0 – 1                                                                 | Belgio                                                                | Euro 2016 - 1º turno                                                  | -                                                                     | 63’                                                                   |
| 6-9-2016                                                              | Solna                                                                 | Svezia                                                                | 1 – 1                                                                 | Paesi Bassi                                                           | Qual. Mondiali 2018                                                   | -                                                                     | 64’                                                                   |
| 7-10-2016                                                             | Lussemburgo                                                           | Lussemburgo                                                           | 0 – 1                                                                 | Svezia                                                                | Qual. Mondiali 2018                                                   | -                                                                     | 71’                                                                   |
| 10-10-2016                                                            | Solna                                                                 | Svezia                                                                | 3 – 0                                                                 | Bulgaria                                                              | Qual. Mondiali 2018                                                   | -                                                                     | 85’                                                                   |
| 11-11-2016                                                            | Saint-Denis                                                           | Francia                                                               | 2 – 1                                                                 | Svezia                                                                | Qual. Mondiali 2018                                                   | -                                                                     | 73’                                                                   |
| 15-11-2016                                                            | Budapest                                                              | Ungheria                                                              | 0 – 2                                                                 | Svezia                                                                | Amichevole                                                            | -                                                                     | 74’                                                                   |
| 9-6-2017                                                              | Solna                                                                 | Svezia                                                                | 2 – 1                                                                 | Francia                                                               | Qual. Mondiali 2018                                                   | -                                                                     | 89’                                                                   |
| 13-6-2017                                                             | Oslo                                                                  | Norvegia                                                              | 1 – 1                                                                 | Svezia                                                                | Amichevole                                                            | -                                                                     | 69’                                                                   |
| 27-3-2018                                                             | Craiova                                                               | Romania                                                               | 1 – 0                                                                 | Svezia                                                                | Amichevole                                                            | -                                                                     | 87’                                                                   |
| 23-6-2018                                                             | Soči                                                                  | Germania                                                              | 2 – 1                                                                 | Svezia                                                                | Mondiali 2018 - 1º turno                                              | -                                                                     | 78’                                                                   |
| 7-7-2018                                                              | Samara                                                                | Svezia                                                                | 0 – 2                                                                 | Inghilterra                                                           | Mondiali 2018 - Quarti di finale                                      | -                                                                     | 65’ 88’                                                               |
| 6-9-2018                                                              | Praga                                                                 | Austria                                                               | 2 – 0                                                                 | Svezia                                                                | Amichevole                                                            | -                                                                     | 46’                                                                   |
| 11-10-2018                                                            | Kaliningrad                                                           | Russia                                                                | 0 – 0                                                                 | Svezia                                                                | UEFA Nations League 2018-2019 - 1º turno                              | -                                                                     | 71’                                                                   |
| 16-10-2018                                                            | Solna                                                                 | Svezia                                                                | 1 – 1                                                                 | Slovacchia                                                            | Amichevole                                                            | 1                                                                     |                                                                       |
| 20-11-2018                                                            | Solna                                                                 | Svezia                                                                | 2 – 0                                                                 | Russia                                                                | UEFA Nations League 2018-2019 - 1º turno                              | -                                                                     | 89’                                                                   |
| 7-6-2019                                                              | Solna                                                                 | Svezia                                                                | 3 – 0                                                                 | Malta                                                                 | Qual. Euro 2020                                                       | -                                                                     | 85’                                                                   |
| 18-11-2019                                                            | Solna                                                                 | Svezia                                                                | 3 – 0                                                                 | Fær Øer                                                               | Qual. Euro 2020                                                       | 1                                                                     | 65’                                                                   |
| 5-9-2020                                                              | Solna                                                                 | Svezia                                                                | 0 – 1                                                                 | Francia                                                               | UEFA Nations League 2020-2021 - 1º turno                              | -                                                                     | 77’                                                                   |
| Totale                                                                |                                                                       | Presenze                                                              | 29                                                                    |                                                                       | Reti                                                                  | 3                                                                     |                                                                       |

## Palmarès

### Club

#### Competizioni nazionali
- Coppa d'Inghilterra: 1

Manchester City: 2010-2011
- Community Shield: 1

Manchester City: 2012
- Coppa di Lega scozzese: 1

Celtic: 2014-2015
- Campionato scozzese: 1

Celtic: 2014-2015

### Nazionale
- Campionato d'Europa Under-21: 1

Svezia 2015

### Individuale
- Capocannoniere della Scottish League Cup: 1

2014-2015 (4 reti, alla pari con Adam Rooney)
- Capocannoniere della Coppa del Re: 1

2015-2016 (5 gol, a pari merito con Luis Suárez, Lionel Messi, Munir e Álvaro Negredo)